# Pimpinella zagrosica
Pimpinella zagrosica är en flockblommig växtart som beskrevs av Pierre Edmond Boissier och Heinrich Carl Haussknecht. Pimpinella zagrosica ingår i släktet bockrötter, och familjen flockblommiga växter. Inga underarter finns listade i Catalogue of Life.